# Karl Hedbom (läkare)
Karl Johan Hedbom, född 4 juli 1859 i Sala, död 2 oktober 1924 i Uppsala, var en svensk läkare och farmakolog.

## Biografi
Karl Hedbom var son till hyttarbetaren Anders Hedbom. Efter mogenhetsexamen i Uppsala studerade han vid universitetet där och blev filosofie kandidat 1882 med botanik som huvudämne. Hedbom gick senare över till medicinska fakulteten, blev medicine kandidat 1890 och medicine licentiat 1894 vid Uppsala universitet och 1897 medicine doktor vid Karolinska Institutet. Han tjänstgjorde som amanuens vid farmakologiska institutionen i Uppsala 1885–1888 och som tillförordnad lärare i farmakologi där 1893 samt var docent i farmakognosi och farmakodynamik vid Karolinska institutet 1897–1898. 
Som läkare var Hedbom verksam i Uppsala, vid Samariterhemmet 1896–1903 och som stadsdistriktsläkare från 1903 och fram till sin död. Från 1898 innehade han även enskild praktik. År 1898 uppfördes Hedbom i andra förslagsrummet till extraordinarie professuren i allmän och experimentell farmakodynamik och farmakognosi vid Uppsala universitet. Hans forskning fokuserade främst på botanik och farmakologi. År 1897 gav han ut sin doktorsavhandling Farmakodynamiska studier å det isolerade och öfverlefvande däggdjurshjertat och senare en rad mindre farmakologiska arbeten. Av stort intresse var hans båda uppsatser i Svenska Linnésällskapets årsskrift: Linné som patient år 1764 (1918) och Linnés inhemska medicinalväxter (1919). Som botaniker ägnade sig Hedbom särskilt åt slemsvampar, som han beskrev i ett outgivet arbete illustrerat av hans andra hustru Erna Hedbom. Stor uppmärksamhet väckte även hans fynd av den korgblommiga växten karlsösallaten (Lactuca quercina) på Lilla Karlsö 1890. Den hade 1741 upptäckts där av Linné men sedan ej återfunnits. Karl Hedbom är begravd på Uppsala gamla kyrkogård.